# Herten
Die Stadt Herten liegt im Ruhrgebiet im Land Nordrhein-Westfalen. Als Mitglied des Kreises Recklinghausen gehört die Große kreisangehörige Stadt zum Regierungsbezirk Münster und ist darüber hinaus Teil der Metropolregion Rhein-Ruhr.

## Geografie

### Räumliche Lage
Die Stadt liegt im Ruhrgebiet in Nordrhein-Westfalen. Die höchste Erhebung ist die Halde Hoheward im Emscherbruch in Herten-Süd mit 152,5 m. Die höchste natürliche Erhebung befindet sich im Westen des Recklinghäuser Lößrücken in Scherlebeck, nahe der Stadtgrenze zu Recklinghausen (-Hochlar) mit 110 m. Dort stehen auch die Wassertürme Herten.

### Stadtgebiet

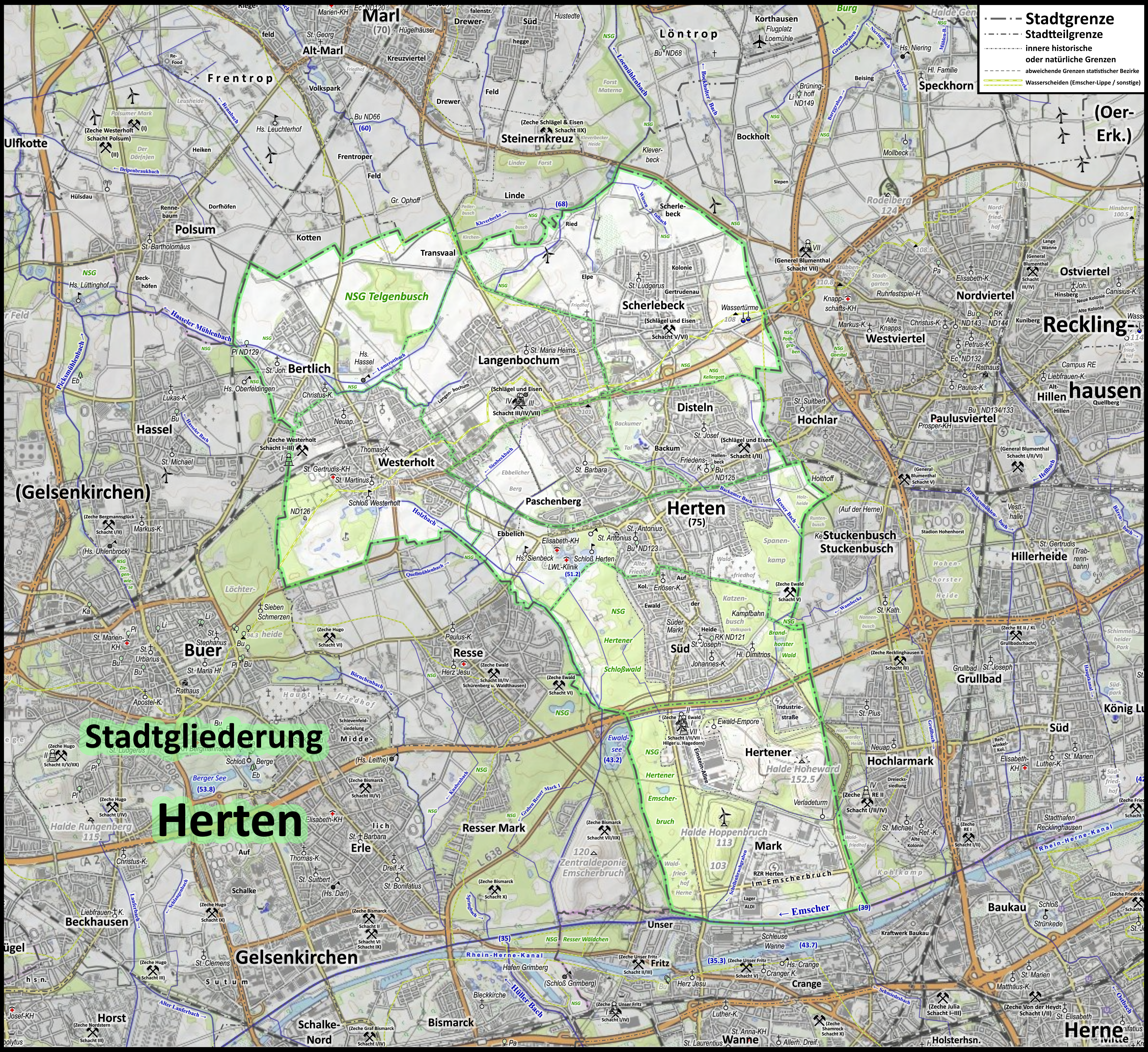
Stadtteilkarte

Das Stadtgebiet hat eine Fläche von 37,32 Quadratkilometern. Die Nord-Süd-Ausdehnung beträgt 9,5 Kilometer, die West-Ost-Ausdehnung 6,5 Kilometer.
Herten besteht nach statistischer Gliederung der Stadt aus den neun Stadtteilen Scherlebeck, Langenbochum, Disteln, Paschenberg, Herten-Mitte, Herten-Südwest, Herten-Südost, Bertlich und dem größten Stadtteil, der bis Ende 1974 eigenständigen Stadt Westerholt.
Paschenberg im Norden und Herten-Mitte liegen in der Hauptsache auf dem Gebiet der alten Gemeinde Herten, auf deren südlichen Gebiet später der Wohn-Stadtteil Herten-Süd entstand. Das etwa 6,5 km² große Gebiet unmittelbar nördlich der Emscher, das heute die Halden Hoheward und Hoppenbruch trägt und deutlich durch die A 2 abgetrennt ist, wird seit jeher namentlich Hertener Mark genannt, analog der westlich benachbarten Resser Mark und dem – allerdings bewohnten – Recklinghäuser Stadtteil Hochlarmark im Osten; der Name ist auch als Straßenname erhalten. Dass Herten den Süden hingegen in einen West- und einen Ostteil trennt, ist vermutlich dem Wunsch geschuldet, jeweils vergleichbare Einwohnerzahlen zu haben; eine Siedlungs- oder Kulturgrenze stellen Ewald- und Schützenstraße im bewohnten Teil nicht dar. In der Hertener Mark wiederum springt die Grenze zwischen Südwest und Südost willkürlich nach Osten und verläuft über die Westflanke der Halde Hoheward. Neben den Halden und dem Hertener Emscherbruch (NSG) im Westen besteht die Hertener Mark aus drei deutlich voneinander getrennten Industriegebieten, nämlich dem ehemaligen Gebiet von Zeche Ewald im nördlichen Westen, dem Industriegebiet an der Industriestraße im Nordosten und dem durch die Halden abgetrennte Industriegebiet im Südosten.
Die Gebiete, die bereits im Jahr 1926 zusätzlich zu Herten kamen, sind die alten Bauerschaften der früheren Landgemeinde Recklinghausen Scherlebeck, Disteln, Ebbelich und Langenbochum. Lediglich das zwischen der Stadtmitte und Westerholt gelegene Ebbelich gründete keinen Stadtteil; der immer noch bauerschaftliche Wohnplatz wurde von Mitte annektiert, der Ebbelicher Berg nördlich der Bahngleise kam zu Paschenberg.
Im Jahr 1974 kam noch die früher eigenständige Freiheit Westerholt hinzu sowie von der ansonsten an Marl gegangenen Gemeinde Polsum die Bauerschaft Bertlich.

Übersicht

Am 31. Dezember 2020 hatten die Hertener Stadtteile folgende Einwohnerzahlen:
| Stadtteil      | Fläche in km² | Einwohner | Einwohner- dichte in EW/km² | darunter Ausländer | Ausländerquote |
| -------------- | ------------- | --------- | --------------------------- | ------------------ | -------------- |
| Scherlebeck    | 5,9           | 6.896     | 1200                        | 615                | 8,92 %         |
| Langenbochum   | 3,6           | 8.050     | 2200                        | 829                | 10,30 %        |
| Disteln        | 2,1           | 6.861     | 3300                        | 542                | 7,90 %         |
| Paschenberg    | 2,6           | 6.272     | 2400                        | 1.374              | 21,91 %        |
| Herten-Mitte   | 4,4           | 8.726     | 2000                        | 1.851              | 21,21 %        |
| Herten-Südwest | 5,7           | 6.014     | 1100                        | 1.532              | 25,47 %        |
| Herten-Südost  | 5,0           | 5.512     | 1100                        | 1.151              | 20,88 %        |
| Bertlich       | 4,0           | 3.425     | 900                         | 277                | 8,09 %         |
| Westerholt     | 4,0           | 10.841    | 2700                        | 1.642              | 15,15 %        |
| Gesamt         | 36,6          | 62.597    | 1700                        | 9.813              | 15,68 %        |

Westerholt ist hiernach der größte statistische Bezirk, allerdings hat der eigentliche Stadtteil Herten-Süd (etwa 4,2 km²) eine sogar knapp höhere Einwohnerzahl und mit etwa 2700 Einwohnern pro km² die nach Disteln und zusammen mit Westerholt höchste Einwohnerdichte.

## Geschichte

### Mittelalter und Frühe Neuzeit

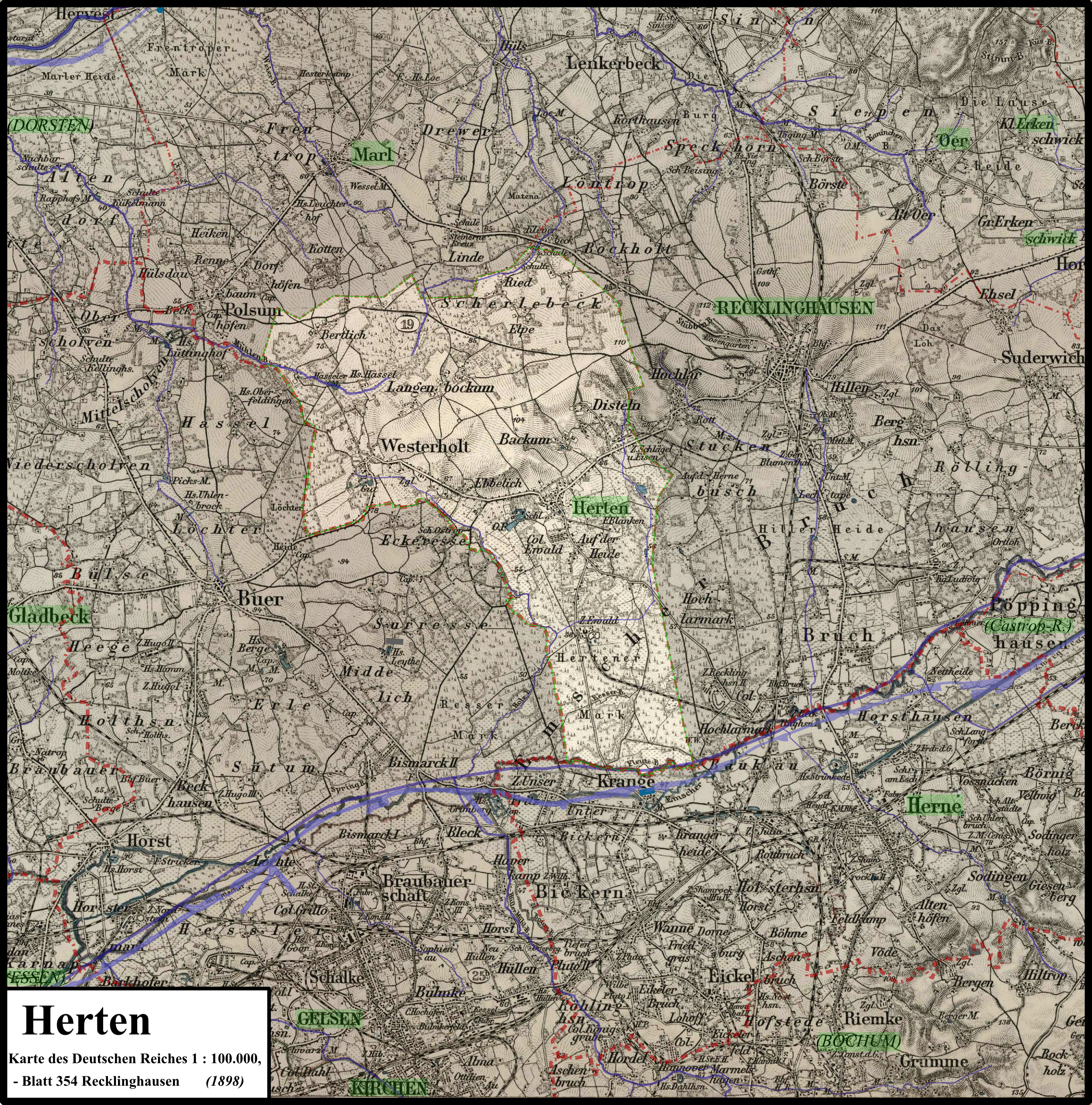
Karte des Deutschen Reiches 1 : 100.000 des heutigen Hertener Gebietes Ende des 19. Jahrhunderts;
größere Teile der ehemaligen Landgemeinde Recklinghausen kamen erst 1926 zum Ortsgebiet, Westerholt und Bertlich erst 1975

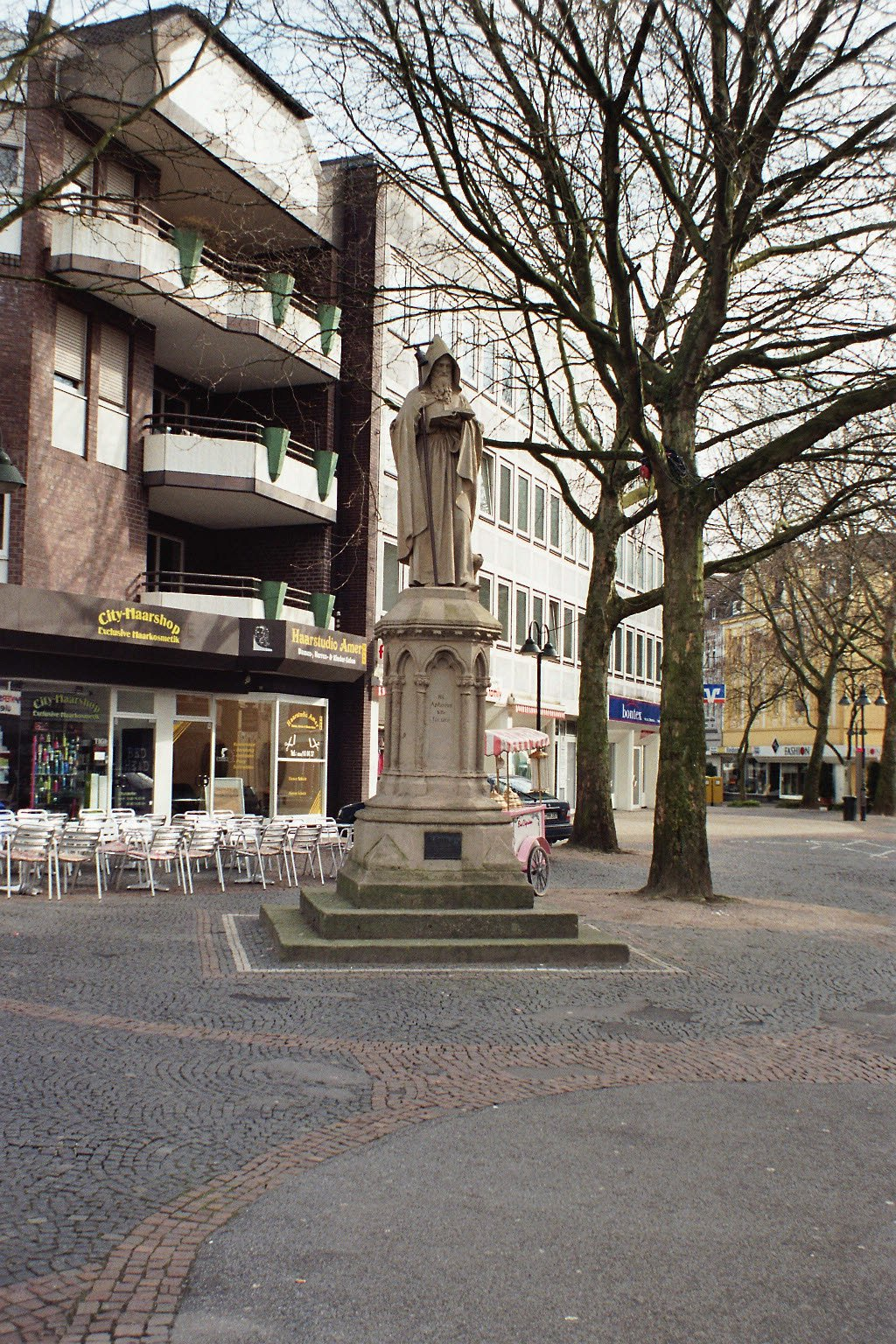
Die Hertener Innenstadt mit dem Standbild Antonius’ des Großen – des „Vaters der Mönche“

Herten wurde um 1050 im Heberegister der Abtei Werden an der Ruhr als „Herthene“ erstmals erwähnt. Um 1350 wurden die Herren von Herten als Besitzer der Burg Herten erwähnt. Am 2. Februar 1376 wurde das Haus Herten (der Vorläufer des heutigen Schlosses) erwähnt. Im Mittelalter war der Ort Teil des Kurfürstentums Köln. Für etwa 300 Jahre war das Schloss Herten Sitz der Statthalter des kurkölnischen Gerichtsbezirks.

### 19. und 20. Jahrhundert
Im Zuge der Säkularisation wurde das Vest Recklinghausen und damit auch Herten durch den Reichsdeputationshauptschluss vom 25. Februar 1803 dem Herzogtum Arenberg-Meppen zugeschlagen. Als das Herzogtum aufgelöst wurde, fiel das Vest Recklinghausen am 22. Januar 1811 an das Großherzogtum Berg. Herten wurde zum Sitz eines Bürgermeisteramtes (Mairie), zu dem auch das Dorf Resse gehörte. 1815 wurde Herten preußisch. 1845 wurde die Herter Mark geteilt.
Zwischen 1844 und 1856 gehörte die Landgemeinde zum Amt Recklinghausen. 1857 trat Herten aus dem Amtsverband aus und bildete seitdem ein eigenes Amt. Erster Amtmann wurde Graf Felix von Droste zu Vischering von Nesselrode-Reichenstein († 1865), der damit die lange, von 1539 bis 1802 reichende Tradition der Leitung der örtlichen Verwaltung durch die Familie Nesselrode-Reichenstein wieder aufnahm.
Herten blieb bis zum Beginn des Steinkohlebergbaus 1872 dörflich geprägt. Die dann einsetzende Industrialisierung beschleunigte das Wachstum der Bevölkerung. Da das Arbeitskräfteangebot der Umgebung nicht ausreichte, wurden zahlreiche Polen, Tschechen und Slowenen angeworben. Herten entwickelte sich zu einer der größten Bergbaustädte in Europa, zwischen dem alten Dorf und dem Emscherbruch entstand der Stadtteil Herten-Süd. 1882 installierte man mit vier Petroleumlaternen erstmals Straßenbeleuchtung in der Gemeinde. Die Gasanstalt eröffnete am 29. September 1900. Am 10. Mai 1901 nahm die Straßenbahn den Betrieb auf. Während der Ruhrbesetzung 1923 stand die Stadt unter der Kontrolle der französischen Militärverwaltung.
Am 1. April 1926 wurden die Bauerschaften Ebbelich, Disteln, Langenbochum und Scherlebeck aus der Landgemeinde Recklinghausen herausgelöst und nach Herten eingemeindet. Die Einwohnerzahl nahm von 19.000 auf 35.500 zu, die Fläche der Gemeinde stieg von 1500 auf 2900 Hektar. Das Amt Herten wurde 1934 aufgehoben, wodurch Herten zu einer amtsfreien Gemeinde wurde. Am 20. April 1936 erhielt Herten das Recht, die Bezeichnung „Stadt“ zu führen, sowie am 8. Juni 1936 das Recht, ein eigenes Stadtwappen zu führen. Weitere Rechte waren gemäß der Deutschen Gemeindeordnung von 1935 nicht damit verbunden. Im Zweiten Weltkrieg erlitt Herten mit einem Zerstörungsgrad von 16 % nur relativ geringe Zerstörungen, und 145 Häuser wurden zerstört. Rathaus und Wasserschloss wurden bei Fliegerangriffen leicht beschädigt, und nur an der Schlosskapelle entstanden größere Schäden. Insgesamt waren 21,1 % des Wohnraumes zerstört, und 11 600 m³ Trümmerschutt mussten abgefahren werden.
Durch den Zustrom von Flüchtlingen und Vertriebenen aus den deutschen Ostgebieten und aus Siebenbürgen nach dem Zweiten Weltkrieg und die Attraktivität des Bergbaustandortes stieg die Bevölkerung der Stadt bis 1961 auf rund 52.000. Im Hertener Rathaus wurde eine umfangreiche Sammlung von Zeugnissen der Volkskultur der Siebenbürger Sachsen aus 28 Ortschaften zusammengetragen und ausgestellt.
Am 1. Januar 1975 kam es im Zuge der kommunalen Neugliederung zur Eingliederung der Stadt Westerholt und des Ortsteils Bertlich.

### Eingemeindungen
- 1. April 1926: Bauerschaften Ebbelich, Disteln, Langenbochum und Scherlebeck der aufgelösten Landgemeinde Recklinghausen[13]
- 1. Januar 1975: Stadt Westerholt und Ortsteil Bertlich der Gemeinde Polsum[17]

### Einwohnerstatistik

Einwohnerentwicklung von Herten von 1871 bis 2016

1961 hatte Herten knapp 52.000 Einwohner. Einen Zuwachs von 17.686 Personen auf den historischen Höchststand von 70.795 brachte die Eingemeindung von Westerholt und Bertlich am 1. Januar 1975. Am 30. Juni 2005 betrug die „Amtliche Einwohnerzahl“ für Herten nach Fortschreibung des Landesamtes für Datenverarbeitung und Statistik Nordrhein-Westfalen 65.070 (nur Hauptwohnsitze und nach Abgleich mit den anderen Landesämtern).

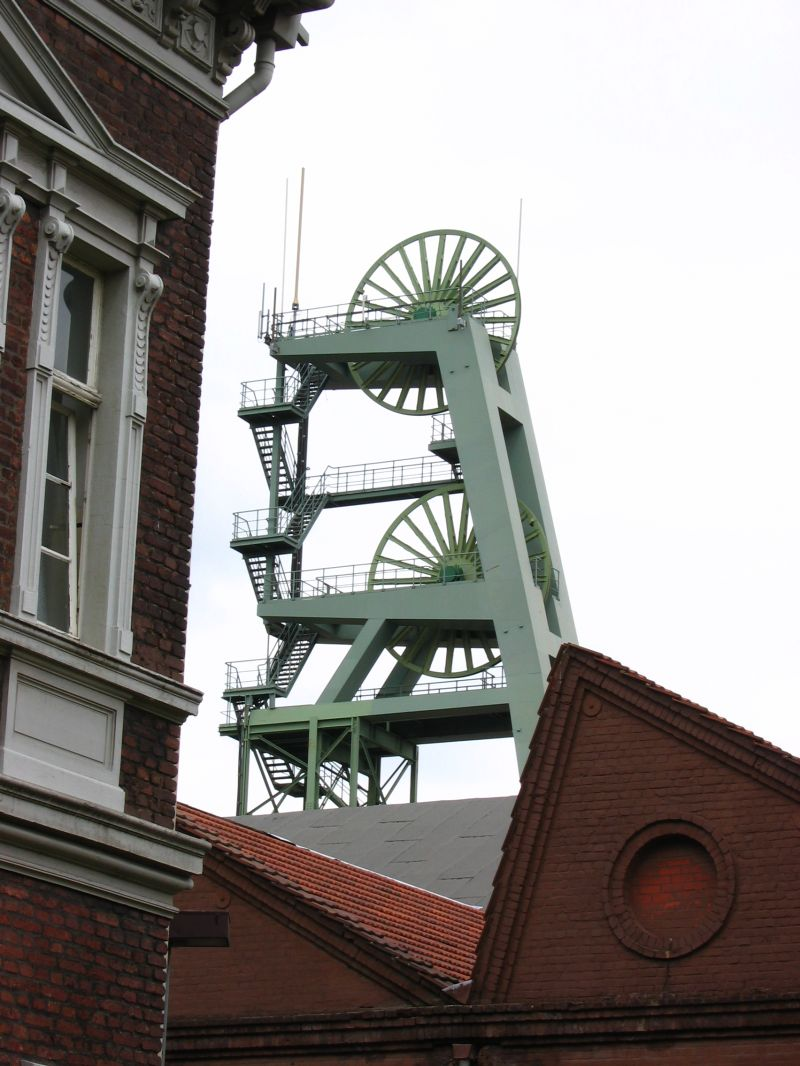
Schacht 2 der Zeche Ewald

Die folgende Übersicht zeigt die Einwohnerzahlen nach dem jeweiligen Gebietsstand. Dabei handelt es sich um Volkszählungsergebnisse (¹) oder amtliche Fortschreibungen des Statistischen Landesamtes. Die Angaben beziehen sich ab 1871 auf die „Ortsanwesende Bevölkerung“, ab 1925 auf die Wohnbevölkerung und seit 1987 auf die „Bevölkerung am Ort der Hauptwohnung“.
| Jahr  | Einwohner |
| ----- | --------- |
| 1871¹ | 870       |
| 1890¹ | 3.600     |
| 1900¹ | 12.186    |
| 1905¹ | 15.475    |
| 1910¹ | 17.673    |
| 1916¹ | 17.350    |
| 1917¹ | 17.134    |
| 1919¹ | 18.347    |
| 1925¹ | 19.167    |
| 1933¹ | 34.256    |
| 1939¹ | 32.697    |

| Jahr  | Einwohner |
| ----- | --------- |
| 1945  | 34.177    |
| 1946¹ | 35.704    |
| 1950¹ | 41.889    |
| 1956¹ | 48.854    |
| 1961¹ | 51.847    |
| 1965  | 52.724    |
| 1970¹ | 52.669    |
| 1974  | 52.982    |
| 1975  | 70.647    |
| 1980  | 69.247    |
| 1985  | 68.004    |

| Jahr  | Einwohner |
| ----- | --------- |
| 1987¹ | 67.806    |
| 1990  | 69.245    |
| 1995  | 69.183    |
| 2000  | 66.930    |
| 2005  | 64.807    |
| 2011¹ | 61.505    |
| 2012  | 61.001    |
| 2016  | 61.461    |
| 2022  | 62.473    |

¹ Volkszählungsergebnis

### Konfessionsstatistik
Gemäß der Volkszählung 2011 lag am 9. Mai 2011 der Anteil der katholischen Bürger bei 35,8 %, der evangelischen bei 31,6 % und der Sonstigen bei 32,6 %. Der Anteil der Protestanten und Katholiken an der Gesamtbevölkerung ist seitdem gesunken. Am 31. Dezember 2024 lag der Anteil der katholischen Bürger bei 27,4 %, der evangelischen bei 23,0 % und der Sonstigen bei 49,6 %.

## Politik

### Ergebnisse der Kommunalwahlen 2020 in Herten
Die Sitze im Stadtrat verteilen sich nach dem Ergebnis der Kommunalwahl 2020 folgendermaßen auf die einzelnen Parteien:
| Partei | Stimmen | % (2020) | % (2014) | +/-      | Sitze (2020) | Sitze (2014) | +/-  |
| --- | ------- | -------- | -------- | -------- | ------------ | ------------ | ---- |
| SPD | 5.690   | 26,0 %   | 51,0 %   | - 25,0 % | 14           | 23           | - 9  |
| CDU | 5.051   | 23,1 %   | 27,1 %   | - 4,0 %  | 12           | 12           | ± 0  |
| TOP | 4.290   | 19,6 %   | 0,0 %    | + 19,6 % | 11           | 0            | + 11 |
| Bündnis 90/Die Grünen | 2.682   | 12,3 %   | 5,7 %    | + 6,6 %  | 7            | 2            | + 5  |
| AfD | 1.541   | 7,0 %    | 0,0 %    | + 7,0 %  | 4            | 0            | + 4  |
| Die LINKE | 842     | 3,9 %    | 5,1 %    | - 1,2 %  | 2            | 2            | ± 0  |
| FDP | 663     | 3,0 %    | 2,5 %    | + 0,5 %  | 2            | 1            | + 1  |
| UBP | 524     | 2,4 %    | 5,4 %    | - 3,0 %  | 1            | 2            | - 1  |
| Familien-Partei Deutschlands | 283     | 1,3 %    | 0,0 %    | + 1,3 %  | 1            | 0            | + 1  |
| Aktiv | 165     | 0,8 %    | 0,0 %    | + 0,8 %  | 0            | 0            | ± 0  |
| WIR2020 | 150     | 0,7 %    | 1,6 %    | - 0,9 %  | 0            | 1            | - 1  |
| Gültige Stimmen | 21.881  |          |          |          |              |              |      |
| Ungültige Stimmen | 378     |          |          |          |              |              |      |
| Stimmen Insgesamt | 22.259  |          |          |          | 54           | 44           | + 10 |
| Wahlberechtigte Insgesamt | 47.230  | 47,1 %   | 49,3 %   | - 2,2 %  |              |              |      |
| Ratswahl 13.09.2020 HertenWahlbeteiligung von 47,1 % 3020100 26,0 %23,1 %19,6 %12,3 %7,0 %3,9 %3,0 %2,4 %1,3 %0,8 %0,7 % SPDCDUTOPcGrüneAfDLinkeFDPUBPhFamilieAktivWIR2020Gewinne und Verlusteim Vergleich zu 2014 %p 20 15 10 5 0 −5−10−15−20−25−25,0 %p−4,0 %p+19,6 %p+6,6 %p+7,0 %p−1,2 %p+0,5 %p−3,0 %p+1,3 %p+0,8 %p−0,9 %pSPDCDUTOPGrüneAfDLinkeFDPUBPFamilieAktivWIR2020Anmerkungen:c Toplak-Parteih Unabhängige-Bürger-Partei |         |          |          |          |              |              |      |
| Sitzverteilung Ratswahl 13.09.2020 HertenInsgesamt 54 Sitze - Linke: 2 - SPD: 14 - Grüne: 7 - CDU: 12 - FDP: 2 - AfD: 4 - Sonst.: 13 Sonstige: (13 Sitze) > „TOP“ = 11 Sitze > „UBP“ = 1 Sitz > „Familien-Partei Deutschlands“ = 1 Sitz |         |          |          |          |              |              |      |

| Partei | Kandidat*                   | Stimmen | % (2020) |
| --- | --------------------------- | ------- | -------- |
| TOP | Toplak, Fred                | 8.993   | 41,3 %   |
| | Müller, Matthias            | 7.648   | 35,1 %   |
| Bündnis 90/Die Grünen | Herrmann, Martina           | 2.195   | 10,1 %   |
| AfD | Weinhardt, Dietmar Reinhard | 1.277   | 5,9 %    |
| Die LINKE | Ruhardt, Martina            | 704     | 3,2 %    |
| UBP | Radziej, Lars               | 633     | 2,9 %    |
| | George, Morris              | 164     | 0,8 %    |
| Aktiv | Kirchesch, Brigitte Maria   | 152     | 0,7 %    |
| Gültige Stimmen | Gültige Stimmen             | 21.766  |          |
| Ungültige Stimmen | Ungültige Stimmen           | 507     |          |
| Stimmen Insgesamt | Stimmen Insgesamt           | 22.273  |          |
| Wahlberechtigte Insgesamt | Wahlberechtigte Insgesamt   | 47.230  | 47,2 %   |
| Bürgermeisterwahl* 13.09.2020 HertenWahlbeteiligung von 47,2 % 50403020100 41,3 %35,1 %10,1 %5,9 %3,2 %2,9 %0,8 %0,7 % TOPaSonst.bGrünecAfDdLinkeeUBPfSonst.gAktivhAnmerkungen:a Toplak, Fredb Müller, Matthiasc Herrmann, Martinad Weinhardt, Dietmar Reinharde Ruhardt, Martinaf Radziej, Larsg George, Morrish Kirchesch, Brigitte Maria |                             |         |          |

| Partei | Kandidat*                 | Stimmen | % (2020) |
| --- | ------------------------- | ------- | -------- |
| | Müller, Matthias          | 8.887   | 50,9 %   |
| TOP | Toplak, Fred              | 8.585   | 49,1 %   |
| Gültige Stimmen | Gültige Stimmen           | 17.472  |          |
| Ungültige Stimmen | Ungültige Stimmen         | 116     |          |
| Stimmen Insgesamt | Stimmen Insgesamt         | 17.588  |          |
| Wahlberechtigte Insgesamt | Wahlberechtigte Insgesamt | 47.207  | 37,3 %   |
| Bürgermeisterstichwahl* 27.09.2020 HertenWahlbeteiligung von 37,3 % 6050403020100 50,9 %49,1 % Sonst.aTOPbAnmerkungen:a Müller, Matthiasb Toplak, Fred |                           |         |          |

### Amtmänner
- 1857–1865: Graf Felix Droste zu Vischering von Nesselrode-Reichenstein
- 1867–1876: Graf Hermann Droste zu Vischering von Nesselrode-Reichenstein
- 1876–1879: Leutnant a. D. de la Chevallerie
- 1879–1881: Friedrich Meistring
- 1881–1886: August Zumloh
- 1886–1900: Hermann Böckenhoff
- 1901–1927: Adolf von Kleinsorgen

### Stadtdirektoren
- 1946–1958: Wilhelm Rheinländer
- 1958–1975: Ulrich Stanke
- 1976–1981: Heinz Pickmann
- 1981–1989: Bernd Adamaschek
- 1989–1992: Friedhelm Hodde
- 1992–1993: Karl Bockelmann
- 1994–1999: Klaus Bechtel4

### Bürgermeister
- 1927–1931: Adolf von Kleinsorgen (ab 27. Dezember 1927 durch eine Gesetzesänderung)
- 1931–1945: Paul West, ab 1933: NSDAP1
- 1945: Johann Buschmann (wegen Krankheit zurückgetreten)
- 1945–1946: Wilhelm Rheinländer, vermutlich zunächst: Zentrum, dann: CDU2
- 1946–1948: Albert Müller, CDU3
- 1948–1956: Walter Voigt, SPD
- 1956–1956: Hans Jablonsky, SPD
- 1956–1975: Hans Senkel, SPD
- 1975–1991: Willi Wessel, SPD
- 1991–1999: Karl-Ernst Scholz, SPD
- 1999–2004: Klaus Bechtel, SPD4
- 2004–2016: Ulrich Paetzel, SPD
- 2016–2020: Fred Toplak, TOP
- 2020–Heute: Matthias Müller (Parteilos)

Bei der Stichwahl des Bürgermeisters am 27. September 2020 gewann Herr Müller (Parteilos) mit 50,86 % bei einer Wahlbeteiligung von 37,26 %.
1 Paul West war ab 1931 zunächst Bürgermeister des damaligen Amtes Herten. Er trat 1933 in die NSDAP ein. Auch nach Verleihung des Rechts, ab dem 20. April 1936 die Bezeichnung „Stadt“ zu führen, blieb er im Amt.
2 Wilhelm Rheinländer wurde nach Kriegsende durch die Alliierten an Stelle des Nationalsozialisten Paul West zum Bürgermeister ernannt, nachdem Johann Buschmann wegen Krankheit das Amt des Bürgermeisters nicht mehr ausüben konnte.
3 Albert Müller war der erste gewählte Nachkriegsbürgermeister.
4 Mit dem Gesetz zur Änderung der Kommunalverfassung vom 17. Mai 1994 wurde in NRW das Amt des direkt von den Bürgern gewählten hauptamtlichen Bürgermeisters eingeführt, der anstelle der Funktion des bisherigen Stadtdirektors die hauptamtliche Leitung der Stadtverwaltung wahrnimmt und zugleich anstelle des bisher von den Ratsmitgliedern gewählten ehrenamtlichen Bürgermeisters den Vorsitz im Stadtrat führt. Auf dieser Grundlage wurde in Herten erstmals in der Kommunalwahl 1999 der hauptamtliche Bürgermeister gewählt.

### Wappen
Das heutige Wappen geht auf ein Siegel des Gerlach van Herten aus dem Jahre 1392 sowie das Westerholter Wappen zurück.

Altes Stadtwappen Herten
Aktuelles Stadtwappen
Wappen der ehemaligen Stadt Westerholt

Im oberen Feld liegt ein silbernes Hirschgeweih auf grünem Grund. Es deutet auf den Ursprung des Namens hin: „Hert“' war ein mittelniederdeutsches Wort für „Hirsch“. Die schwarz-weißen Quadrate des unteren rechten (heraldisch: linken) Geviert wurden vom alten Westerholter Wappen übernommen und verdrängten zwei der ehemals drei Rosen (ein historischer Bezug zur lippischen Rose ist falsch) des alten Hertener Wappens nach der Eingemeindung Westerholts.

### Städtepartnerschaften
Herten hat vier Partnerstädte:
- Arras in Frankreich, seit 1984
- Schneeberg in  Sachsen, seit 1990
- Szczytno in Polen, seit 2009
- Doncaster in England, seit 1989

Vor allem mit Arras besteht eine enge Partnerschaft. So sind z. B. die deutsch-französischen Schüleraustauschprogramme vorbildlich.
2011 kursierten Gerüchte, die Städtepartnerschaft mit Doncaster sei von dem europafeindlichen Bürgermeister von Doncaster, Peter Davies, mit den Worten „Ich kenne nur zwei Wörter auf Deutsch, aber die reichen völlig aus: Auf Wiedersehen!“ aufgelöst worden. Es gab aber keine offizielle Kündigung. Die Doncaster-Herten Deutsche Gesellschaft in Doncaster setzt ihre Zusammenkünfte jedenfalls fort.

## Kultur und Sehenswürdigkeiten

### Bauwerke

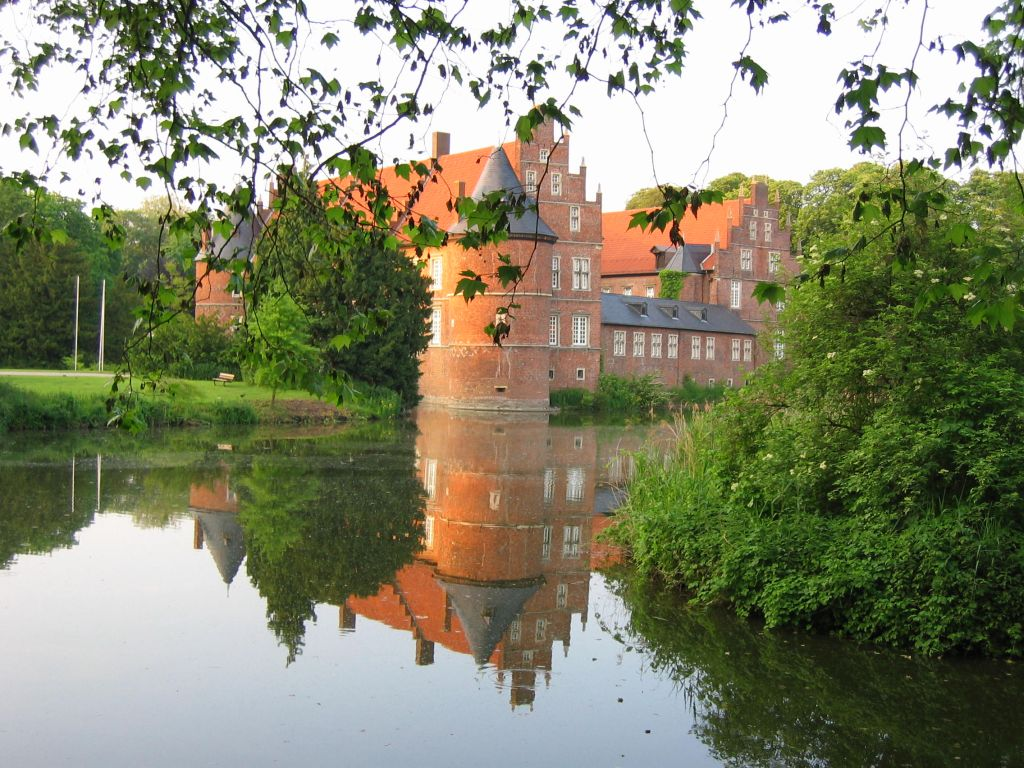
Das Wasserschloss Herten

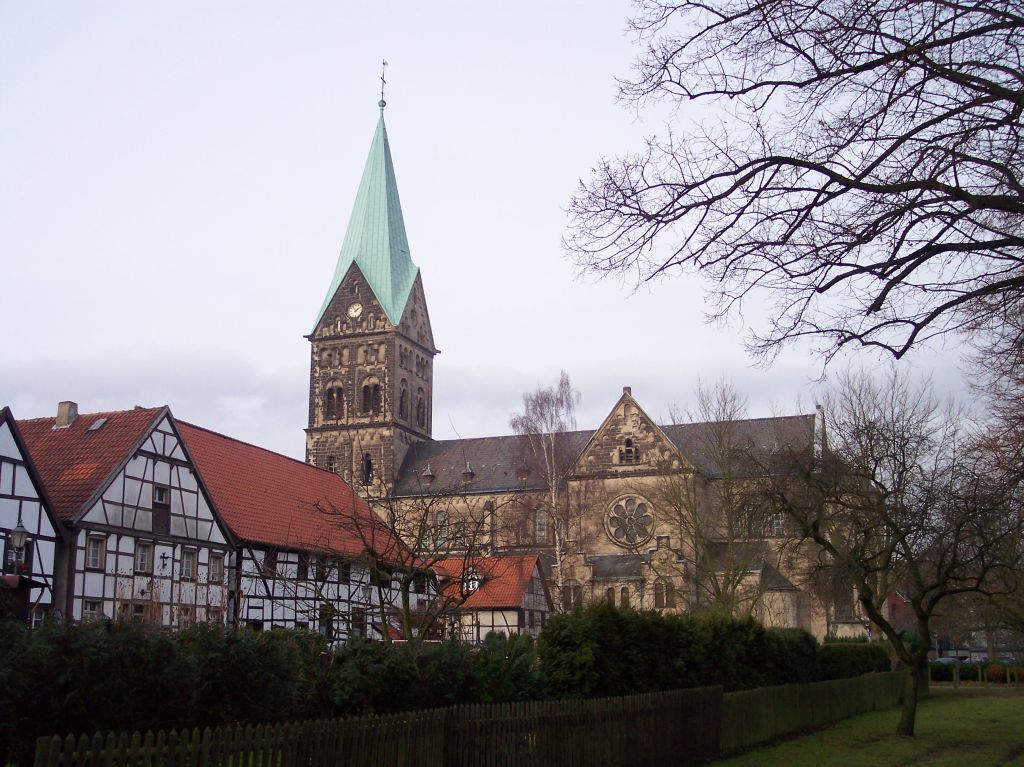
Dorf Westerholt

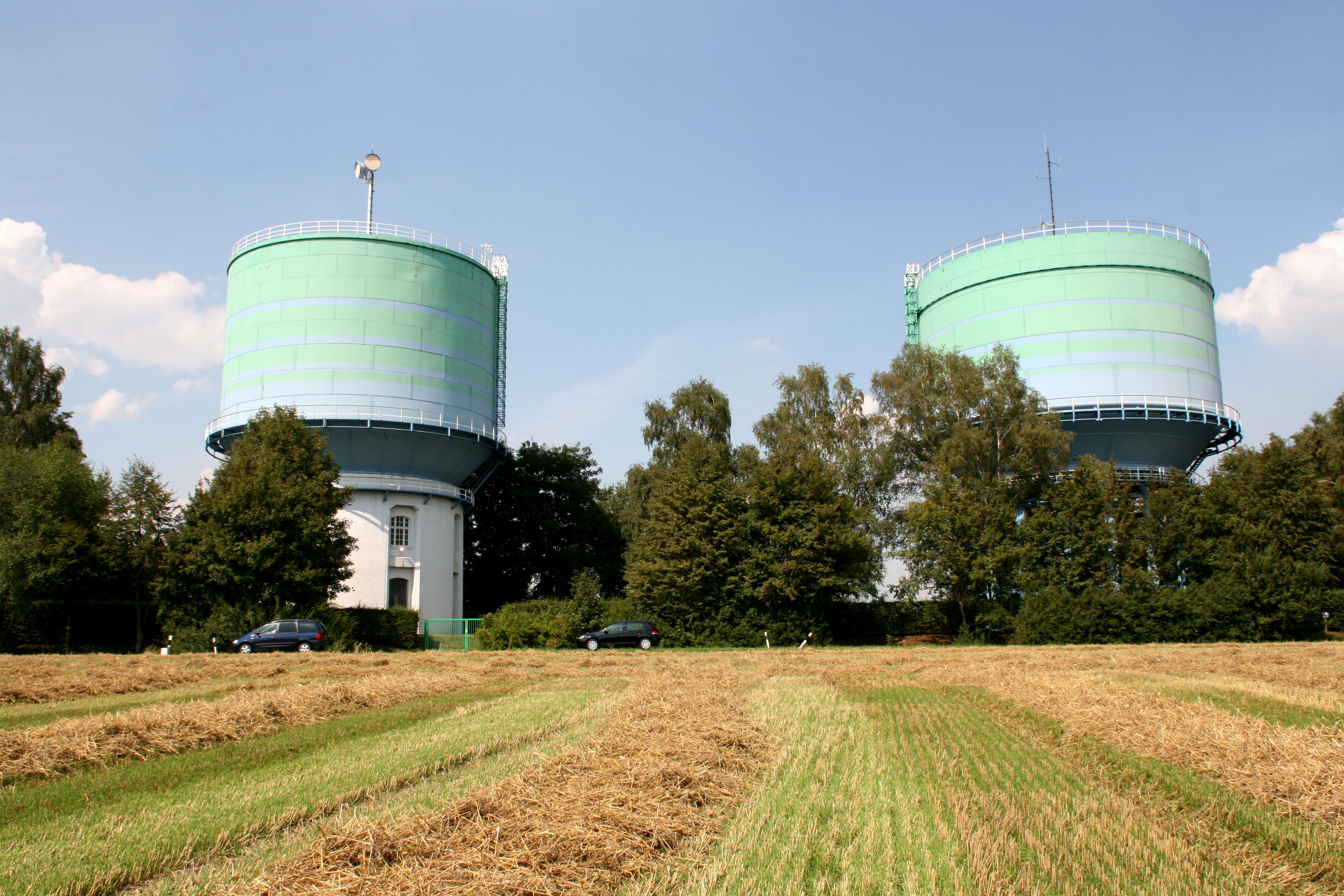
Wassertürme in Herten

Das Wasserschloss Herten liegt am Rande der Innenstadt im „Schlosspark“, einem englischen Landschaftspark. Erstmals wurde es 1376 in einer Urkunde erwähnt. Das Schloss wurde in den 1980er Jahren renoviert und zählt seitdem zu den schönsten Baudenkmälern in Nordrhein-Westfalen. Rund um das Schloss finden jährlich viele kulturelle Ereignisse statt wie z. B. der Kunstmarkt oder das Hertener Folkfestival.
Mit Fassungsvermögen von 4000 und 5000 Kubikmetern sind die noch in Betrieb befindlichen, um 30 Meter hohen Wassertürme von Herten die größten in Deutschland.
Seit 2005 befindet sich auf der Halde Hoheward, im Süden Hertens, als Landschaftsbauwerk eine Sonnenuhr mit einem Durchmesser von 62 m und einem 8,65 m hohen Edelstahl-Obelisken als Zeiger. Seit 2008 steht auf dem Gipfelplateau der Halde das Horizontobservatorium, dessen 50 m hoher Meridianbogen weithin sichtbar ist.
Das alte Dorf Westerholt besteht aus etwa 60 gut erhaltenen Fachwerkhäusern. Sie stehen auf einer Fläche von ca. 6,5 Hektar (dem alten Ortskern). 1991 wurde das Alte Dorf Westerholt als Denkmalbereich unter Schutz gestellt. Insgesamt 56 Fachwerkhäuser wurden in die Denkmalliste eingetragen.
Sehenswert sind auch das Schloss Westerholt und die zahlreichen Kirchen der Stadt.
Evangelische Kirchen: Friedenskirche (Disteln), Gustav-Adolf-Gemeindezentrum (Scherlebeck), Gemeindezentrum Ackerstraße (Langenbochum), Lutherhaus (Paschenberg), Thomaskirche (Westerholt), Johanneskirche (Herten-Süd), Erlöserkirche (Herten-Mitte) und Christuskirche (Westerholt und Bertlich)
Katholische Kirchen: St. Antonius, bestehend aus den Patronaten St. Antonius (Mitte), St. Barbara (Paschenberg), St. Josef (Disteln) und St. Joseph (Süd). Die nördlichen Pfarrgemeinden St. Martinus und Johannes (Westerholt und Bertlich) und St. Maria Heimsuchung (Langenbochum) mit St. Ludgerus (Scherlebeck) haben einen gemeinsamen Pfarrer mit Seelsorgeteam.
Neuapostolische Kirche Gemeinden in Herten-Mitte, Westerholt und Scherlebeck
Griechisch-orthodoxe Kirche: Heiliger Dimitrios Herten (Herten-Süd)
Es gibt sechs Moscheen in Herten: Die Haci-Bayram-Moschee in der Ewaldstraße, die Blaue Moschee im Norden des Paschenbergs (2009 eingeweiht), die Scherlebeck-Moschee in der Margenboomstraße, die Sultan-Ahmed-Moschee in der Feldstraße, die Westerholt-Moschee in der Arenbergstraße und die Yeni-Moschee in der Geschwisterstraße.
Das Glashaus Herten, im September 1994 eröffnet, hat sich als wichtiger kultureller Treffpunkt in der Hertener Innenstadt etabliert. In dem auf Funktionalität ausgelegten Gebäude befindet sich die Stadtbibliothek Herten. Darüber hinaus wird es als Kongress- und Tagungszentrum genutzt.

### Kunst im öffentlichen Raum
Ein besonders markantes Beispiel für Kunst im öffentlichen Raum in Herten ist die aus zehn Schweinen aus Bronze  bestehende „Schweineherde“ auf dem Otto-Wels-Platz. Sie wurde 1990 von Peter Lehmann geschaffen.

### Parks
Schlosspark Herten
Schlosspark Herten und Schloss Herten: Der 30 Hektar große Schlosspark ist ein Kleinod mitten in der Stadt. Im Herzen des englischen Landschaftsgartens liegt ein barockes Wasserschloss aus dem 14. Jahrhundert. Narzissenwiese, Kastanien- und Rhododendronalleen locken ganzjährig Besucher in den Park. Über 200 exotische Gewächse, viele davon einzigartig in Europa, sind hier zu finden. Der Schlosspark geht nahtlos in den 200 Hektar großen Schlosswald über, der sich bis zur südlichen Stadtgrenze Hertens erstreckt.
Landschaftspark Hoheward

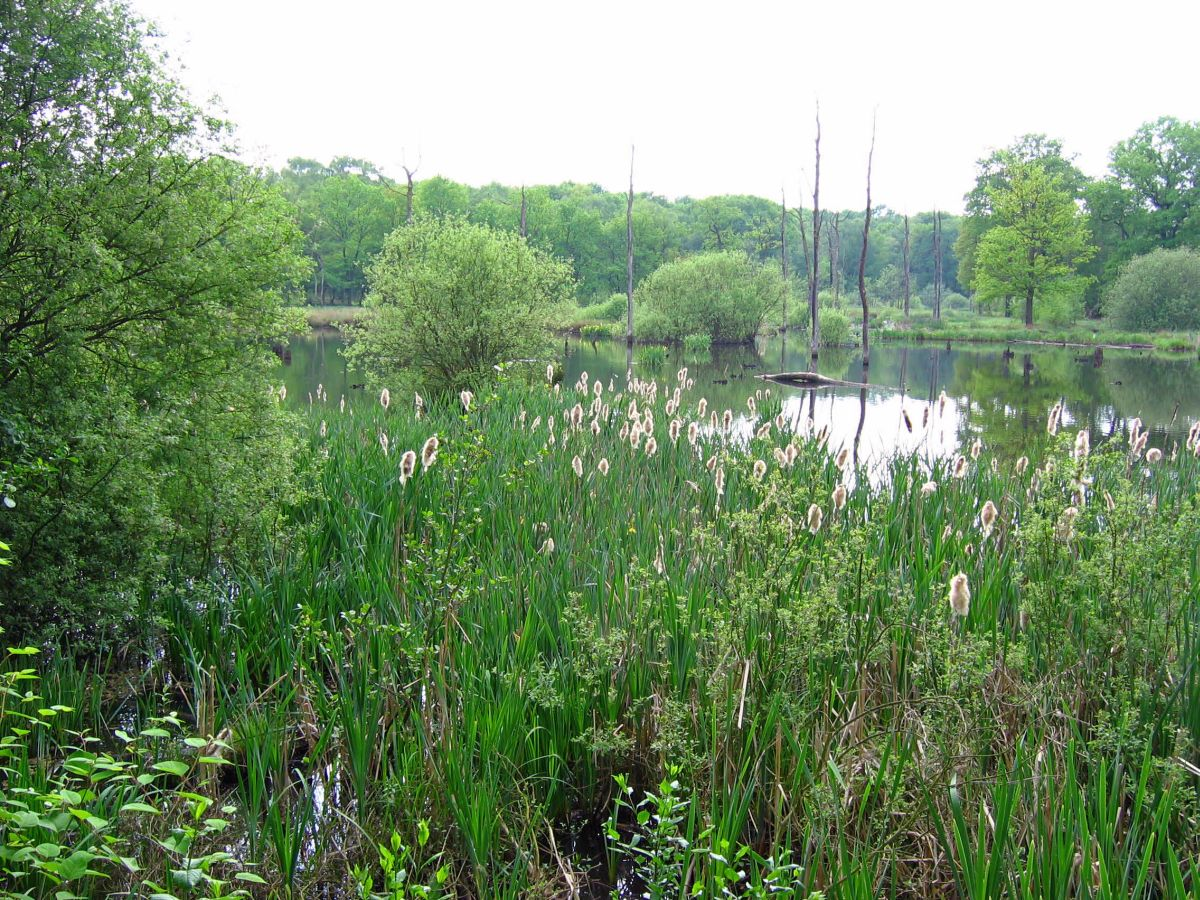
Versumpfte Landschaft des Emscherbruchs nahe Herten

Der Landschaftspark Hoheward ist ein öffentlich-rechtliches Rekultivierungsprojekt im nördlichen Ruhrgebiet, das rund 7,5 Quadratkilometer ehemalige Industrieflächen und Abraumhalden des Steinkohlebergbaus am Rande der Städte Herten und Recklinghausen zu einer Erholungsparklandschaft umgestaltet. Die Planung begann 2001, die bauliche Durchführung 2004, die Fertigstellung war für 2015 geplant.
Geplant haben mehrere Landschaftsarchitekten, Planungsbüros und Astronomen, um mit Fördergeldern des Landes Nordrhein-Westfalen und anderer Unterstützer ein tragfähiges Finanzierungskonzept und einen attraktiven, öffentlichen Naherholungspark mit zahlreichen Anziehungspunkten wie der Horizontalsonnenuhr mit Obelisken, dem Horizontobservatorium, der „Balkon-Promenade“ und dem Höhenweg zu erstellen.
Bemerkenswert ist der große Skulpturenpfad Herten mit 18 Kunstwerken.
Backumer Tal
Die nördlich des Hertener Stadtzentrums gelegene Parkanlage erstreckt sich über eine Gesamtfläche von rund 28 Hektar. Sie enthält, neben Spazierwegen, Spielplätzen und Liegewiesen, drei Tennis- und zwei Basketballplätze, einen künstlich angelegten Rodelberg, eine Beachvolleyball- und eine Minigolfanlage. Besucher können sich anhand eines gekennzeichneten Rundkurses, der fünf Kilometer langen „Copa-Route“, orientieren.

### Volksfeste und Veranstaltungen
Jedes Jahr wird im August oder September das Westerholter Sommerfest durchgeführt. Bei diesem Fest mit kulinarischen Köstlichkeiten, Fahrgeschäften, Unterhaltungs- und Verkaufskiosken treten auch bekannte Künstler auf. Auf einer Kunstmeile werden Gemälde, Kunstgewerbe und Kleinkunst präsentiert. Darüber hinaus ziehen der Hertener Blumenmarkt im Mai und der Hertener Weinmarkt im September an jeweils drei Tagen viele Menschen in die Hertener Innenstadt. Zu Pfingsten findet regelmäßig der zweitägige Kunstmarkt rund um das Hertener Schloss statt.

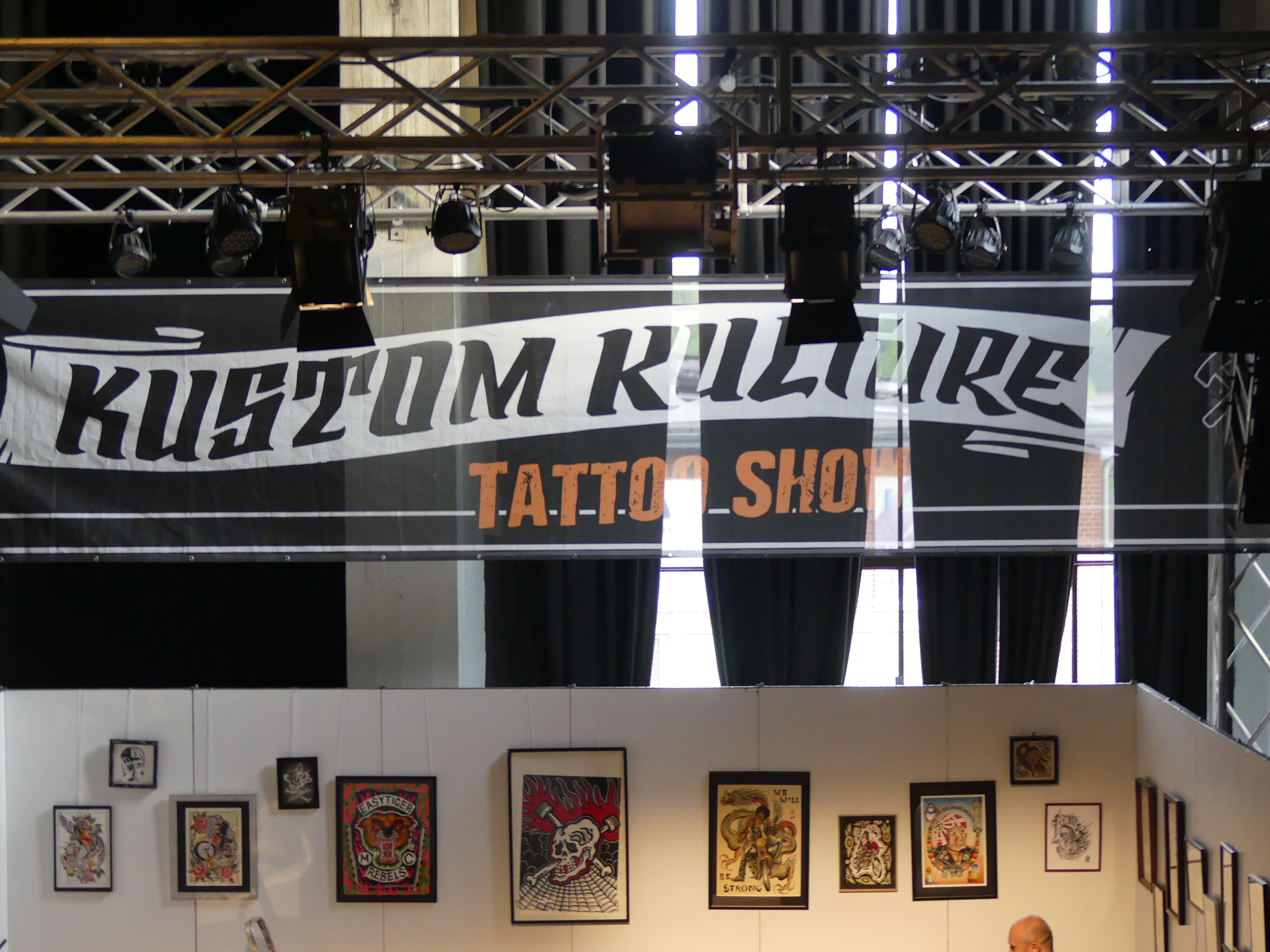
Bühne der Kustom Kulture Tattoo Show 2019

Seit 2013 findet auf dem Gelände der Zeche Ewald die Kustom Kulture Forever (ehemals Bottrop Kustom Kulture), eine der größten Kustom Kulture Shows Europas statt. Seit 2016 ist die Kustom Kulture Tattoo Show angegliedert. „Früher hieß die angegliederte Tattoo Convention »Classic Traditional Tattoo Show« und wurde von Andreas Coenen ausgerichtet. Letztes Jahr übernahmen Andreas Hentschel und sein Team von Ewig Und Drei Tage Tätowierung die Federführung und hatten Erfolg. Seit dem heißt die Tattooconvention »Kustom Kulture Tattoo Show«“.

„Konzeptionell sind nur wenige Tätowierer eingeladen, dafür wird aber ein hohes Niveau geboten, was durch die Einbindung der Tattooshow in die Kustom Kulture Forever, der Veranstaltung schlechthin mit Kustom Cars und Bikes, Punkrock, Skateboarding und Rock’n’Roll, zu etwas ganz Besonderem wird....“

## Sport

### Fußball
Erfolgreich war der Fußballverein SG Herten-Langenbochum (fusioniert mit Westfalia Scherlebeck zu Blau-Weiß Westfalia Langenbochum). Besonders die Jugendarbeit brachte mehrere Jugendnationalspieler und Bundesligaspieler hervor wie z. B. Benedikt Höwedes, Christian Timm, Frank Riethmann und Michael Ratajczak. Der Verein galt als Talentschmiede für die großen Vereine aus der Umgebung wie Borussia Dortmund, FC Schalke 04 und VfL Bochum.
Weitere Fußballvereine in Herten sind:
- DJK SpVgg Herten 1907
- DTSG Herten 94
- SC Herten 1932/87
- SuS Bertlich 1945
- SV Vestia Disteln
- SV Westerholt 14/19
- Türkiyem 02 Herten

### Weitere Sportarten
Die bekanntesten Hertener Sportvereine sind die DJK Spvgg Herten, deren Rollhockey-Abteilung bereits mehrere Deutsche Meister-Titel einfahren konnten, die Schwerathleten vom SV Westerholt, die über zehn Jahre in der ersten Bundesliga im Kraftdreikampf und im Bankdrücken vertreten waren und über 60 Deutsche Einzelmeistertitel nach Herten holten, die Handballer desselben Vereins, die in den 1950er Jahren mehrfach an den Endrunden zur Deutschen Handballmeisterschaft teilnahmen und 1959 Deutscher Vizemeister im Hallenhandball wurden, und die Hertener Panther, deren Frauen einige Jahre in der ersten Judo-Bundesliga kämpften.
Der Basketball-Verein Hertener Löwen ist der größte Sportverein in Herten und im gesamten Kreis Recklinghausen (gemessen an Mitgliedern, Zuschauerzahlen und Spielklasse). Der Verein spielte von 2005 bis 2007 in der 2. Basketball-Bundesliga Nord und war danach zwischenzeitlich in der 2. Basketball-Bundesliga Pro B. Seit einigen Jahren spielen die Hertener Löwen nun in der 1. Regionalliga West. Im Durchschnitt besuchen 700 Zuschauer die Heimspiele, die in der Sporthalle der Rosa-Parks-Schule (bis zum 1. August 2008: Gesamtschule Herten) ausgetragen werden und Publikum aus dem gesamten Ruhrgebiet anziehen.
Aber auch der SuS Bertlich ist weit über die Stadtgrenzen hinaus bekannt. Dreimal im Jahr richtet der über 650 Mitglieder große Verein die Bertlicher Straßenläufe aus, zu denen Läufer aus ganz Deutschland und den benachbarten Ländern anreisen.
Am 26. März 2006 fanden die Deutschen Straßenlaufmeisterschaften im Halbmarathon in Bertlich statt.
Herten zeichnet sich vor allem durch seine große Vielfalt an Sportarten aus. Im Oktober 2006 waren beispielsweise die Europameisterschaften im Billard zu Gast im Glashaus Herten.
Ein weiterer Hertener Sportverein ist der SG Rochade Disteln 1991. Der Schachverein feierte 2011 sein 20-jähriges Jubiläum und spielt mit der ersten Mannschaft zurzeit in der Bezirksklasse der Spielgemeinschaft Vestischer Schachkreises (VSK) + Schachbezirk Herne (HER).
Des Weiteren ist der Golfclub Schloss Westerholt zwischen Herten-Westerholt und Gelsenkirchen-Buer erwähnenswert, der über einen 18-Loch-Parklandplatz mit altem Baumbestand verfügt.

## Wirtschaft und Infrastruktur

### Wirtschaft

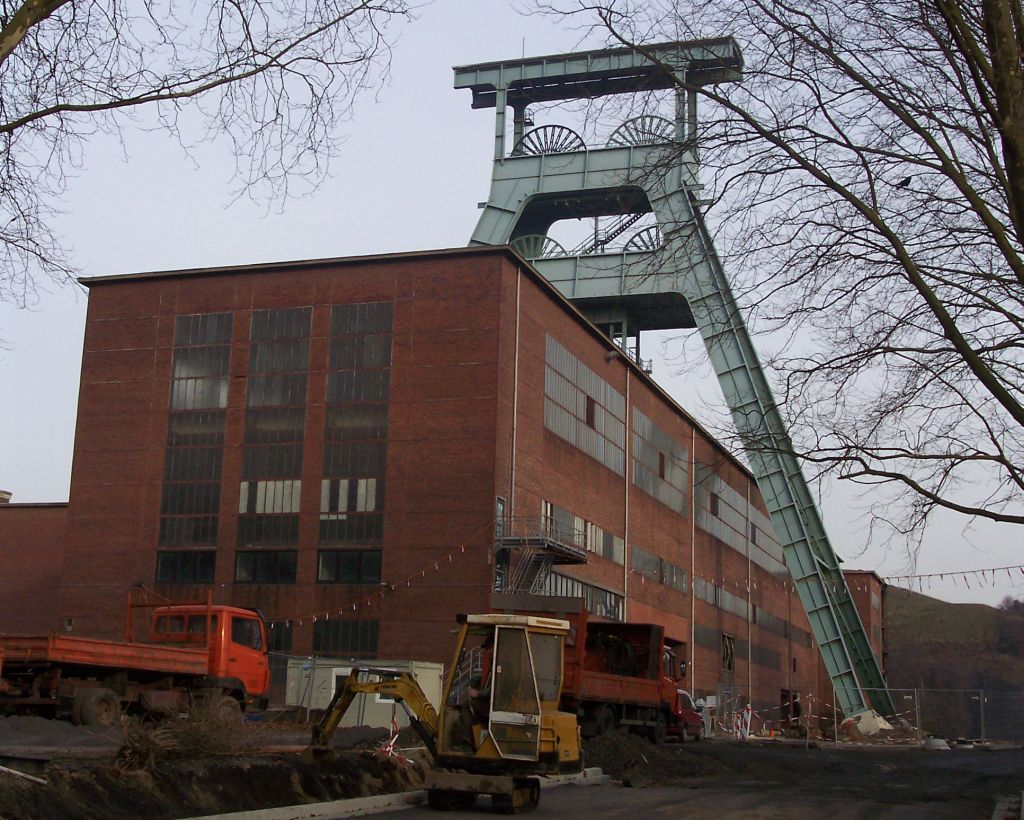
Zeche Ewald mit dem Doppelbock-Fördergerüst über dem Schacht 7

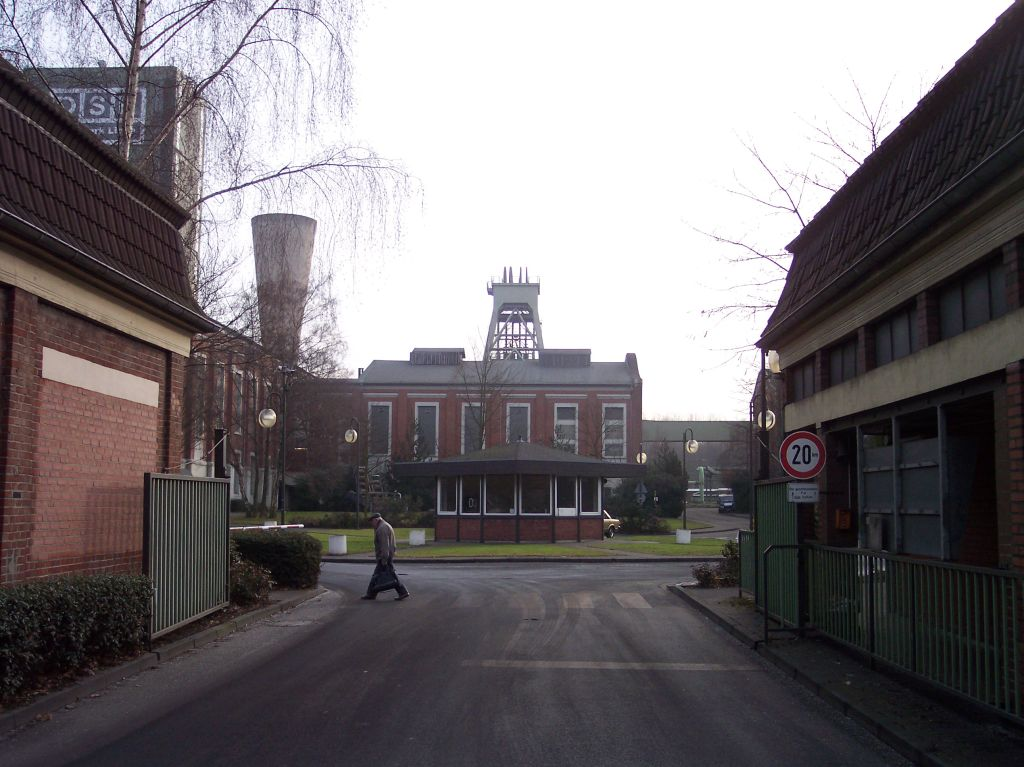
Zeche Westerholt, Torbereich

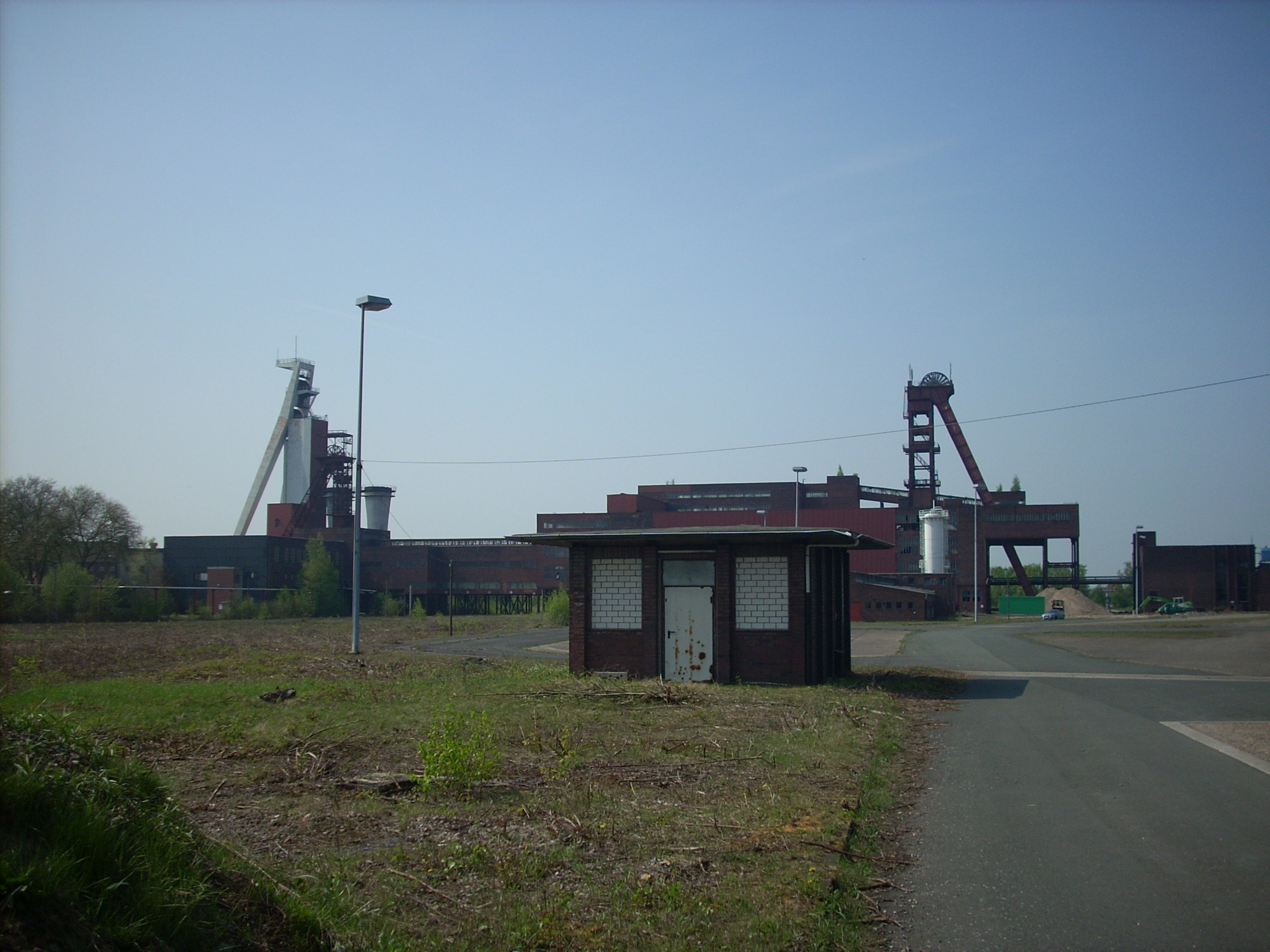
Zeche Schlägel und Eisen 3/4/7 in Herten-Langenbochum.

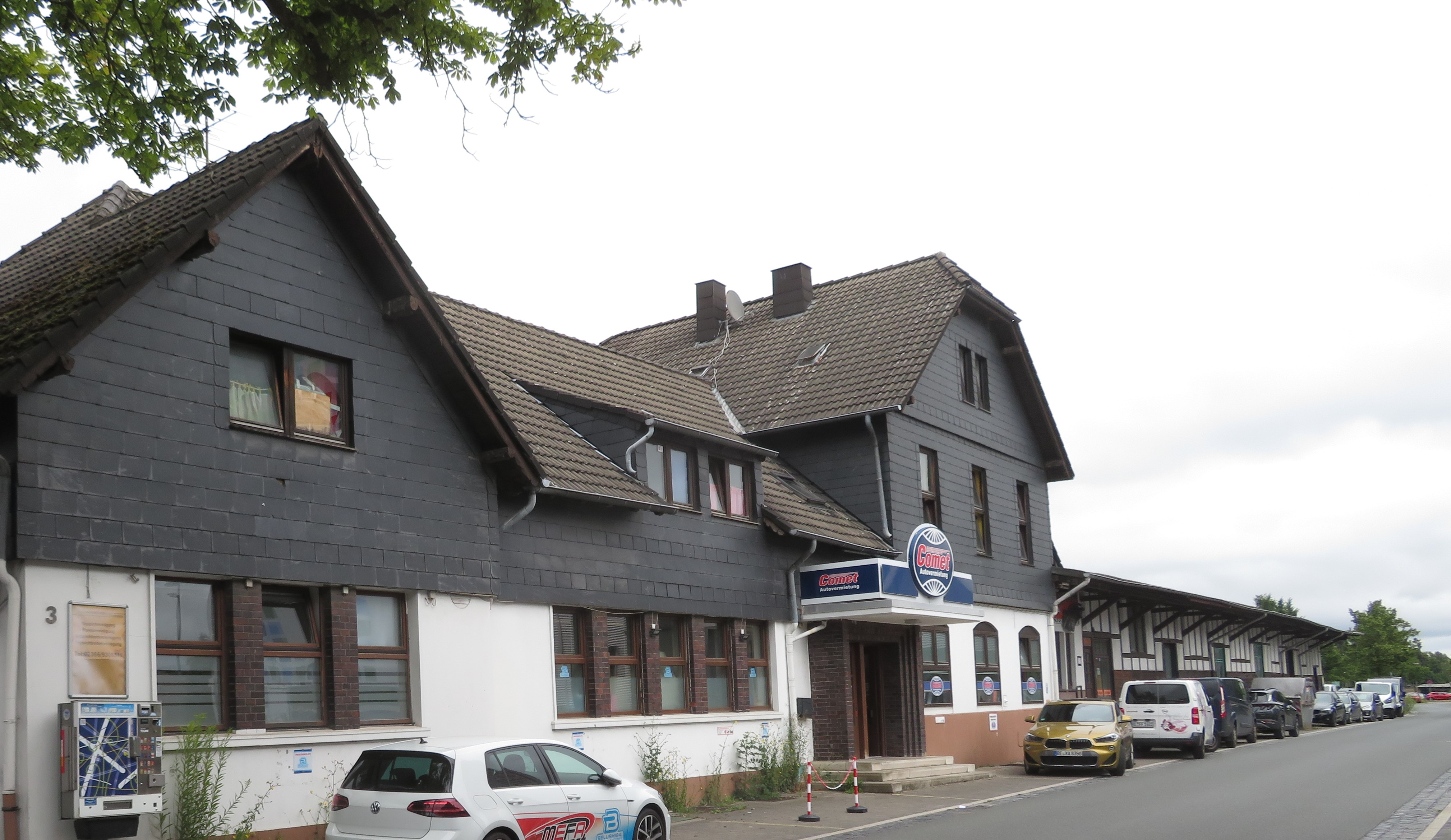
Ehemaliger Bahnhof Herten

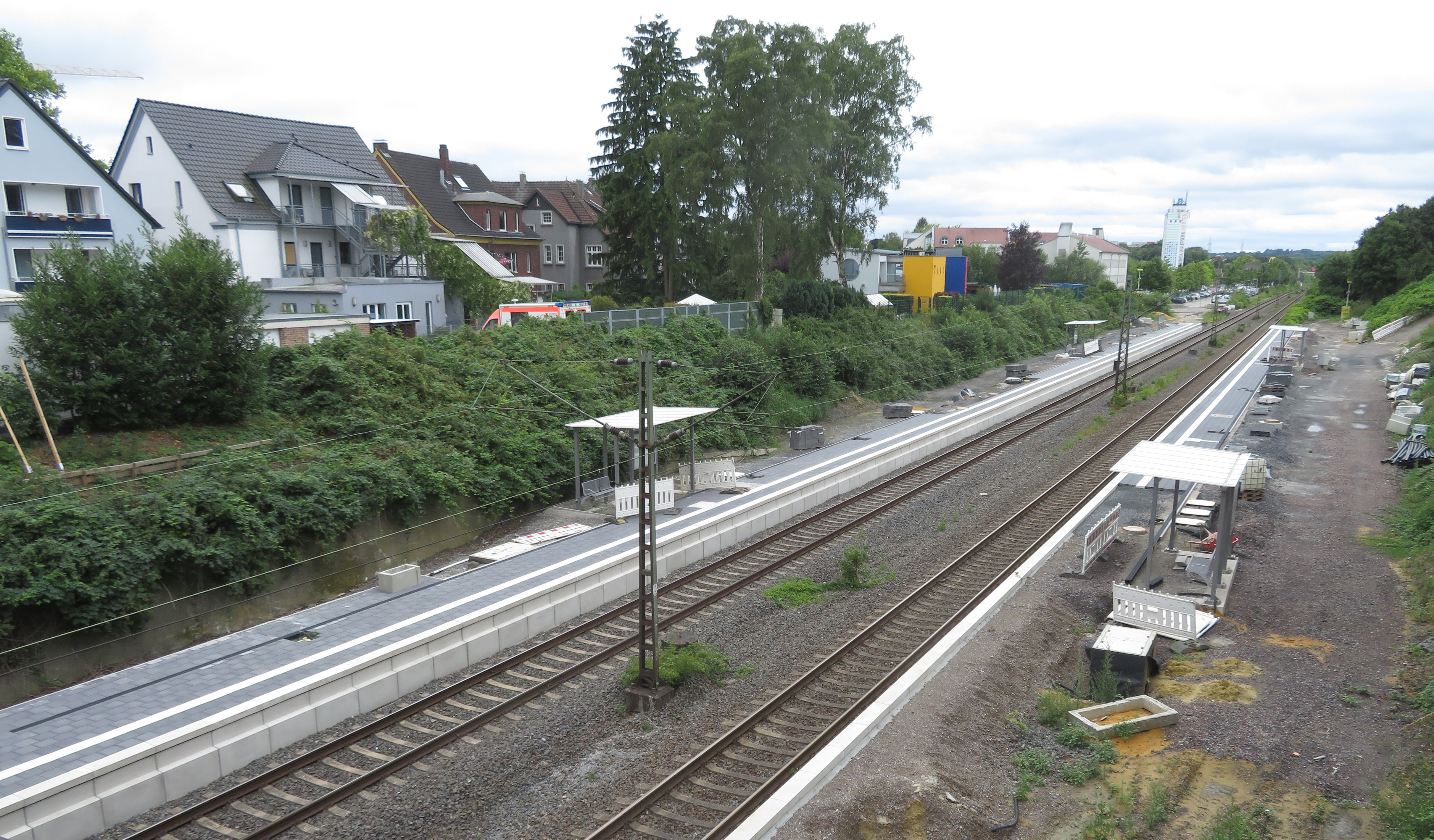
Haltepunkt Herten (Westfalen) im Juli 2022

Lange Zeit war Herten, gemessen an der Fördermenge, die größte Bergbaustadt Europas (zeitweise 36.000 t Kohleförderung/Tag). Herten beheimatete drei Bergwerke. Das Bergwerk Schlägel und Eisen im Norden, das Bergwerk Ewald im Süden sowie nach der Eingemeindung von Westerholt das Bergwerk Westerholt. Der Abraum, der bei der Kohleförderung anfiel, wurde im Hertener Süden nahe der Zeche Ewald aufgeschüttet. So entstanden die Bergehalden Hoppenbruch, Emscherbruch und Hoheward. 1990 wurde die Zeche Schlägel und Eisen mit der Zeche Ewald zum Verbundbergwerk Ewald/Schlägel und Eisen zusammengelegt. Im Jahr 2000 wurde die Zeche Ewald, die seit Juli 1997 mit der Gelsenkirchener Zeche Hugo ein Verbundbergwerk bildete, gemeinsam mit dieser geschlossen.
Ende 2008 wurde das letzte verbliebene Bergwerk auf Hertener Stadtgebiet, das Bergwerk Lippe, welches 1998 aus der Zeche Fürst Leopold in Dorsten und der Zeche Westerholt entstand, geschlossen. In dem markanten Förderturm über dem Schacht 1 der Zeche Westerholt soll ein Hotel entstehen.
Neben den Zechen trat besonders die Firma Schweisfurth hervor, die mit ihrem fleischverarbeitenden Betrieb, den heutigen „Herta“-Werken, in ganz Europa bekannt ist (400 Mitarbeiter). Außerdem ist die „Vestische Straßenbahnen GmbH“ ein wichtiger Arbeitgeber. Im Süden der Stadt sind außerdem einige andere namhafte Konzerne angesiedelt (z. B. ALDI oder Klaeser) und das Rohstoffrückgewinnungszentrum Ruhr (RZR) der AGR ansässig, die für über 800 Arbeitsplätze sorgen. Seit 1988 ist in Herten das Staatliche Umweltamt Herten, das damalige Staatliche Amt für Wasser- und Abfallwirtschaft, ansässig. Das Institut Fresenius eröffnete im Oktober 2002 ein Labor, direkt neben dem seit 1996 bestehenden „Zukunftszentrum“. Zusammen bilden die drei Einrichtungen den Technologiepark Herten. Auf der gegenüberliegenden Seite der Gleisanlage befindet sich eine ehemalige Abfüllanlage der Coca-Cola, die nach der Schließung als Logistikstandort des Getränkeunternehmens verwendet wurde.

### Öffentliche Einrichtungen
Die Feuerwehr Herten besteht aus einer Berufsfeuerwehr (BF) und drei ehrenamtlichen Löschzügen der Freiwilligen Feuerwehr (FF) in der Stadtmitte, in Scherlebeck und in Westerholt.  Die Löschzüge der FF Herten bestehen jeweils aus einer Einsatzabteilung, einer Jugendfeuerwehr und einer Ehrenabteilung. Die Feuerwehr Herten, mit ihren bis dahin hauptamtlichen Kräften, wurde nach einem Stadtratsbeschluss vom 16. Februar 2011 in eine Berufsfeuerwehr umgegliedert.

### Verkehr
Herten war mit seinen über 60.000 Einwohnern von 1983 bis 2022 die größte deutsche Stadt ohne Schienenpersonenverkehr. Derzeit ist dies Bergkamen. Bis zur Reaktivierung der Verkehrsstation Herten in der Innenstadt als Haltepunkt am 11. Dezember 2022 waren die nächstgelegenen Bahnhöfe für den Personenverkehr Recklinghausen Hauptbahnhof, Wanne-Eickel Hauptbahnhof und der Haltepunkt Gelsenkirchen-Hassel (unweit des Hertener Stadtteils Bertlich). Das frühere Hertener Bahnhofsgebäude ist in der Straße „Am Technologiepark“ noch zu sehen.
Die Bahnstrecke Oberhausen-Osterfeld–Hamm mit den örtlichen Bahnhöfen Herten (Westf) und Westerholt diente von 1983 bis 2020 allein dem Güterverkehr. Seit 11. September 2020 verkehrt die S-Bahn-Linie 9 ab Gladbeck West abwechselnd jeweils stündlich nach Haltern oder Recklinghausen, wobei sie auf dem Weg nach Recklinghausen durch Herten fuhr, ohne dort anzuhalten. Im August 2021 begannen Bauarbeiten für die neue S-Bahn-Station Herten (Westf) an der Feldstraße. Sie wurde am 11. Dezember 2022 eröffnet. Der Haltepunkt Herten-Westerholt soll im Dezember 2025 in Betrieb gehen.
Seit Stilllegung aller Zechenanlagen verfügt Herten auch nicht mehr über einen Güterbahnhof; der nächste befindet sich bereits auf Gelsenkirchener Gebiet, nur wenige Meter hinter der Stadtgrenze. Somit wird die Strecke Oberhausen – Hamm nur noch als Transitstrecke genutzt, und auch Bahnfracht muss in der Regel vom außerhalb liegenden Güterbahnhof über die Straße nach Herten bzw. umgekehrt gebracht werden.
Die Autobahn A 2 (Oberhausen–Recklinghausen–Dortmund–Bielefeld–Hannover–Magdeburg–Berlin) durchquert das Stadtgebiet; die Anschlussstelle heißt Herten. Außerhalb der Stadtgrenze hat Herten Anschluss an die Autobahnen A 43 (Münster–Recklinghausen–Wuppertal) in Recklinghausen/Herten und Recklinghausen-Hochlarmark sowie A 42 (Dortmund–Duisburg–Kamp-Lintfort) in Herne-Wanne.

### Bildung
In der Stadt gibt es zehn Grundschulen: Augustaschule, Barbaraschule, Comeniusschule, Elisabethschule, Goetheschule, Grundschule Herten-Mitte, Grundschule „In der Feige“, Ludgerusschule, Martinischule und Waldschule.
Im Bereich der weiterführenden Schulen bestehen das Städtische Gymnasium Herten, die Gesamtschule Herten (seit dem 1. August 2008 Rosa-Parks-Schule), zwei Realschulen (Erich-Klausener-Schule als kath. Privatschule und Willy-Brandt-Schule) sowie eine Sekundarschule (Martin-Luther-Schule).
Des Weiteren gibt es mit der Achtenbeckschule (Förderschule mit den Förderschwerpunkten Lernen und Emotionale und soziale Entwicklung) und der Christy-Brown-Schule LWL-Förderschule (Förderschwerpunkt körperliche und motorische Entwicklung) zwei Förderschulen.
Als berufsbildende Schule gibt es in Herten die vom St. Elisabeth-Hospital Herten und dem Prosper-Hospital Recklinghausen gemeinsam getragene Zentralschule für Gesundheitsberufe, Im Schloßpark 4a, an der Gesundheits- und Krankenpfleger ausgebildet werden.
Anerkannte Einrichtungen der Erwachsenenbildung sind die Volkshochschule Herten und die Familienbildungsstätte Herten.
Die Stadtbibliothek im Glashaus verfügt über mehr als 100.000 Bücher und Medien auf einer Fläche von 2.000 Quadratmetern. Sie gehört laut Bibliotheken-Index in ihrer Kategorie zu den besten Bibliotheken Nordrhein-Westfalens.
Im Stadtarchiv Herten befinden sich Archivalien (u. a. Akten, Pläne, Fotos) über die Historie der Stadt Herten und der ehemaligen Stadt Westerholt.

### Tourismus
2010 eröffnete auf der Zeche Ewald in der ehemaligen Lohn- und Lichthalle das Besucherzentrum Hoheward, welches als Informationspunkt dient. Neben einem umfangreichen Angebot an Informationsmaterial können dort auch geführte Touren (zum Beispiel über die angrenzende Halde Hoheward) gebucht werden.
Das Copa Ca Backum liegt in Herten-Disteln und ist gleichzeitig eine Attraktion im Backumer Tal. Das Freizeitbad ist im gesamten Kreis Recklinghausen sowie weiten Teilen des Ruhrgebiets bekannt.

## Persönlichkeiten
Zu bekannten gebürtigen und mit der Stadt Herten verbundene Persönlichkeiten gehören Personen aus Religion, wie beispielsweise Theologe, Psychologe und Schriftsteller Walter Rebell, Personen der Wirtschaft, wie der Unternehmer Karl Schweisfurth, aber auch Personen aus Kunst und Kultur, sowie Militär, Sport, Wissenschaft und Politik, wie Bogenschützin und mehrfache Olympiasiegerin Barbara Mensing.
Eine vollständige Liste, inklusive Bürgermeister und Ehrenbürger, findet sich im Hauptartikel.